# Cantone di La Chapelle-d'Angillon
Il Cantone di La Chapelle-d'Angillon era una divisione amministrativa dell'arrondissement di Vierzon.
A seguito della riforma approvata con decreto del 21 febbraio 2014, che ha avuto attuazione dopo le elezioni dipartimentali del 2015, è stato soppresso.

## Composizione
Comprendeva i comuni di:
- La Chapelle-d'Angillon
- Ennordres
- Ivoy-le-Pré
- Méry-ès-Bois
- Presly